# Riós (parroquia)
Riós (llamada oficialmente Santa María de Riós) es una parroquia y una villa del municipio español de Riós, en la provincia de Orense, Galicia.

## Historia
Es sede del municipio homónimo de Riós desde la reordenación municipal de 1812.

## Organización territorial
La parroquia está formada por siete entidades de población, constando seis de ellas en el nomenclátor del Instituto Nacional de Estadística español:
- As Corvaceiras
- As Ferreiras
- Florderrey (Florderrei)
- Marcelín
- Riós
- Romariz
- Ventas de la Barrera (As Vendas da Barreira)(As Ventas da Barreira)

## Demografía

### Parroquia
| Gráfica de evolución demográfica de Riós (parroquia) entre 2000 y 2023 |
|                                                                        |
| Datos según el nomenclátor publicado por el INE.                       |

### Villa
| Gráfica de evolución demográfica de Riós (villa) entre 2000 y 2023 |
|                                                                    |
| Datos según el nomenclátor publicado por el INE.                   |

## Patrimonio
La Iglesia de Santa María de O Riós se completó en 1718 siendo abad Antonio Ramos Moscoso. De marcado estilo barroco, es la principal y más antigua de las iglesias del municipio.
En el interior se encuentran interesantes tallas de madera de Santa Ana, San Joaquín, Santa Lucía y el Santo Cristo. La calle central del retablo presenta un sagrario en forma de baldaquino adornado con columnas salomónicas. Encima se encuentra la talla de la Virgen de la Asunción, que algunos autores atribuyen, quizás erróneamente, al escultor renacentistas Xoan de Angés. Entre los retablos laterales destaca el dedicado a Cristo crucificado, relacionado por su anatomía y dramatismo con la escuela castellana de Gregorio Fernández.
Aún se conservan elementos de una iglesia parroquial más antigua. De los elementos litúrgicos del templo primitivo se conservan un cáliz del siglo XVI, una hermosa cruz procesional del platero Isidro de Montanos, y una naveta con fina filigrana plateresca del siglo XVII:
En Riós también se encuentra un hermoso crucero, junto a la travesía del pueblo, de tres gradas y coronado por una cruz de piedra florenzada, similar al que se encuentra en la parroquia de Progo.

## Festividades
Su patrona es Santa María de la Asunción y las fiestas parroquiales se celebran en torno a los días 15 y 16 de agosto. Aparte de estas fiestas patronales destacan las fiestas de San Cristóbal, el 25 de julio y la de San Roque el 16 de agosto.